# Pardosa tesquorum
Pardosa tesquorum là một loài nhện trong họ Lycosidae.
Loài này thuộc chi Pardosa. Pardosa tesquorum được Odenwall miêu tả năm 1901.